# Eos squamata
Eos squamata (tên tiếng Anh: Vẹt cổ tím Lory) là một loài vẹt trong họ Psittaculidae. Nó là loài đặc hữu của Indonesia. Môi trường sinh sống tự nhiên của nó là rừng ngập mặn nhiệt đới, rừng đất thấp ẩm nhiệt đới. Loài vẹt này dài 27 cm. Phần lớn thân có màu đỏ và xanh da trời với bụng màu xanh da trời. Cánh màu đỏ và đen, đuôi màu đỏ tía.

## Phân loài
Vẹt cổ tím Lory có 3 phân loài:
- Eos squamata, (Boddaert 1783)
  - Eos squamata obiensis, Rothschild 1899
  - Eos squamata riciniata, (Bechstein 1811)
  - Eos squamata squamata, (Boddaert 1783)

## Hình ảnh

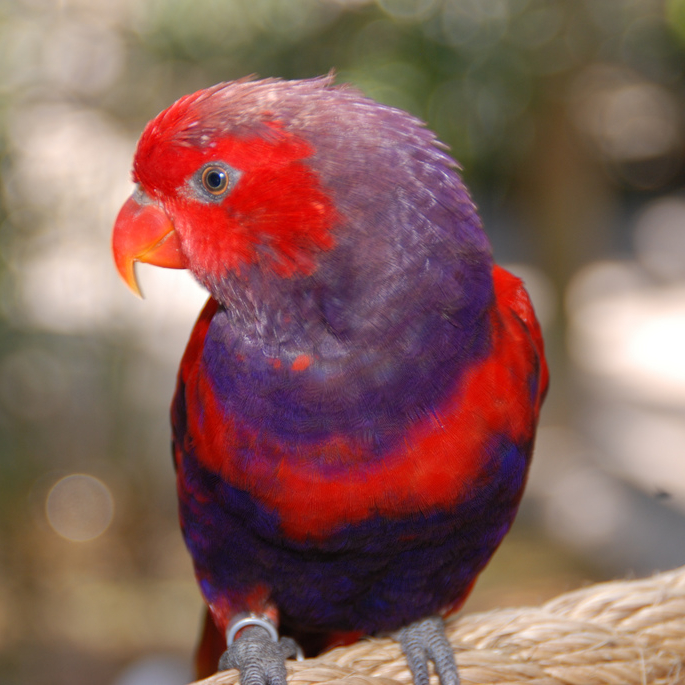
Phía trước
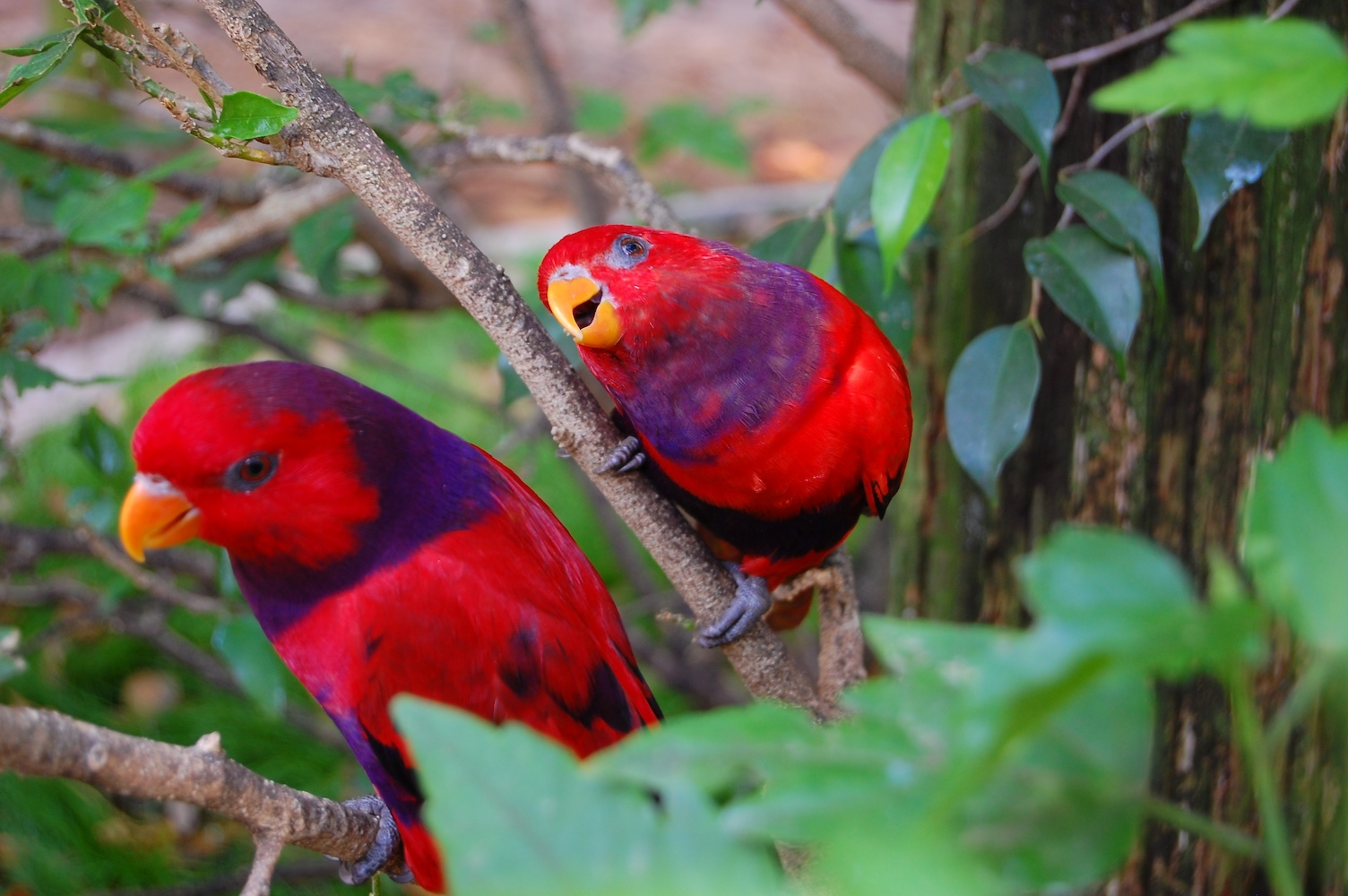
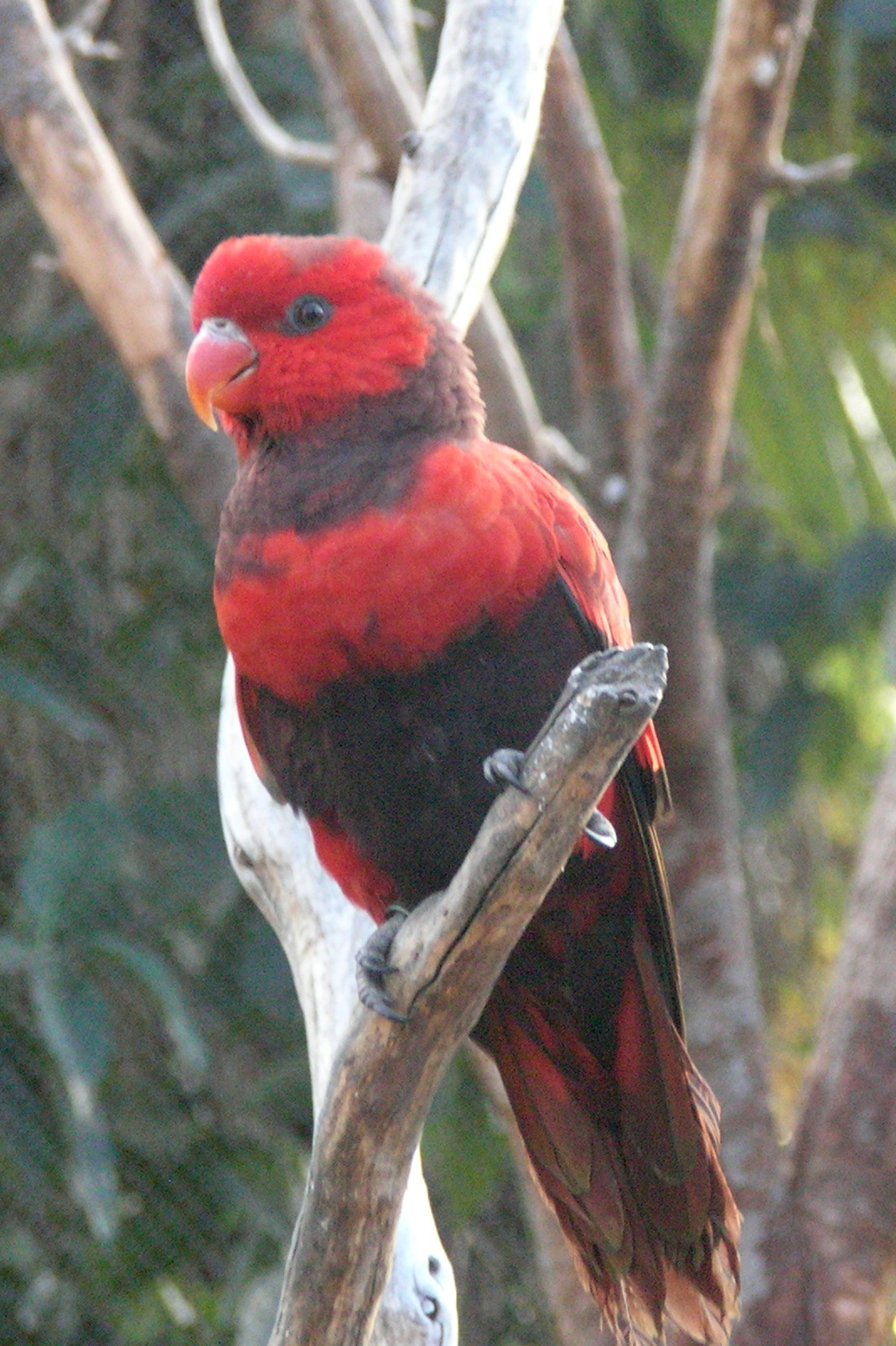
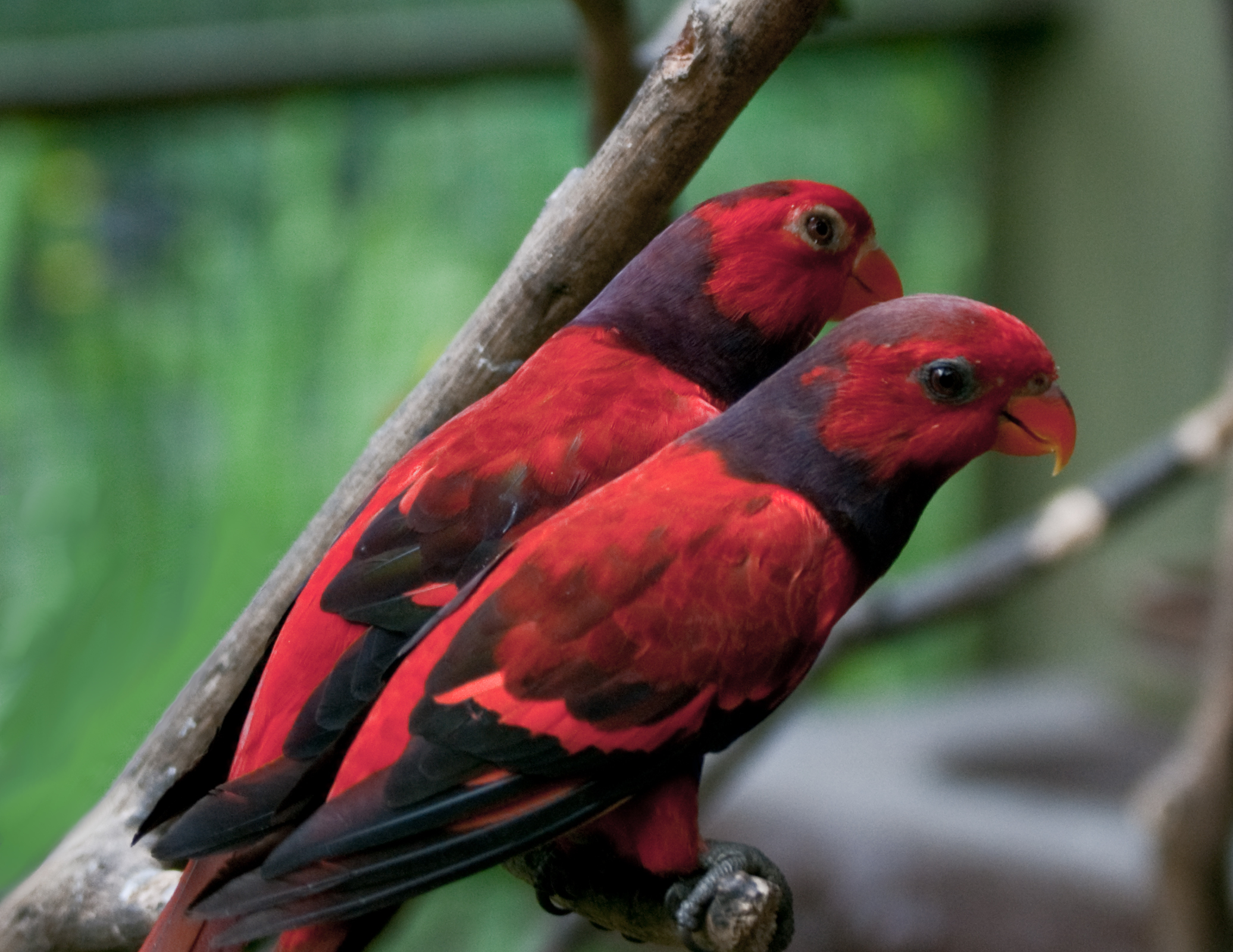